# Ивовый изменчивый листоед

Ивовый изменчивый листоед, или гониоктена ивовая (лат. Gonioctena viminalis) — вид жуков-листоедов из подсемейства хризомелин.

## Биология
Питаются листьями ивы и осины. Самка откладывает до 55 яиц на листья кормового растения и приклеивает их секретом слюнных желёз. Окукливание в почве. Зимуют жуки. В год развивается одно поколение. Паразитоидами листеда являются тахины Meigenia mutabilis и Meigenia pilosa и клоп Rhacognathus punctatus.

## Распространение
Вид встречается в Европе, на Кавказе, в Сибири, Казахстане, Монголии, на Дальнем Востоке и в Северной Америке